# Embalse de Daourat
El embalse de Daourat se encuentra en el río Oum Er-Rbia, en la provincia de Settat, en Marruecos, entre los embalses de Imfout, 50 km aguas arriba, y Sidi Saïd Maâchou, 46 km aguas abajo.
La presa, de 40 m de altura, se construyó con la intención de producir energía hidroeléctrica, en una zona de cuarcitas muy duras, pero también se utiliza, junto a las otras presas del río, para suministrar agua potable a Casablanca y las zonas adyacentes. 
La central eléctrica forma parte de la presa, en la orilla derecha, con dos turbinas Kaplan de 8,5 MW cada una que producen 320 GW anuales.